# Trimobil Šibrava
Trimobily Šibrava byla trojkolová vozidla vyráběná od roku 1921 firmou Jaroslav Šibrava, Továrna motorových vozidel.

## Vznik a vývoj
Jaroslav Šibrava (1876–1961), bývalý zaměstnanec Waltrovy továrny, založil v roce 1920 vlastní firmu v Praze-Holešovicích ve Vltavské ul. 866 (dnes Bubenské nábřeží 866/11) a začal s opravami a prodejem automobilů. Stal se v dubnu 1920 legitimním obchodníkem a živnostníkem Československého sdružení obchodníků a živnostníků pro obor automobilní a současně s tím začal vyrábět součásti i kompletní tříkolky podle licence, kterou zakoupil od společnosti J. Walter a spol. (Tříkolka Walter, typ C4 a D) pod značkou Walter-Šibrava a nové stroje označené jako Trimobil Šibrava. V roce 1921 tříkolky poprvé vystavoval na XIII. mezinárodní výstavě automobilů (stánek č. 3), která se konala na pražském výstavišti od 28. května do 5. června. K reaktivování výroby Waltrových tříkolek, kdysi tak oblíbených, popřál magazín Auto nové firmě všeho zdaru. Jednalo se o téměř nezměněné předválečné modely Walter C4, ale také představil modernizované tříkolové vozidlo Trimobil.

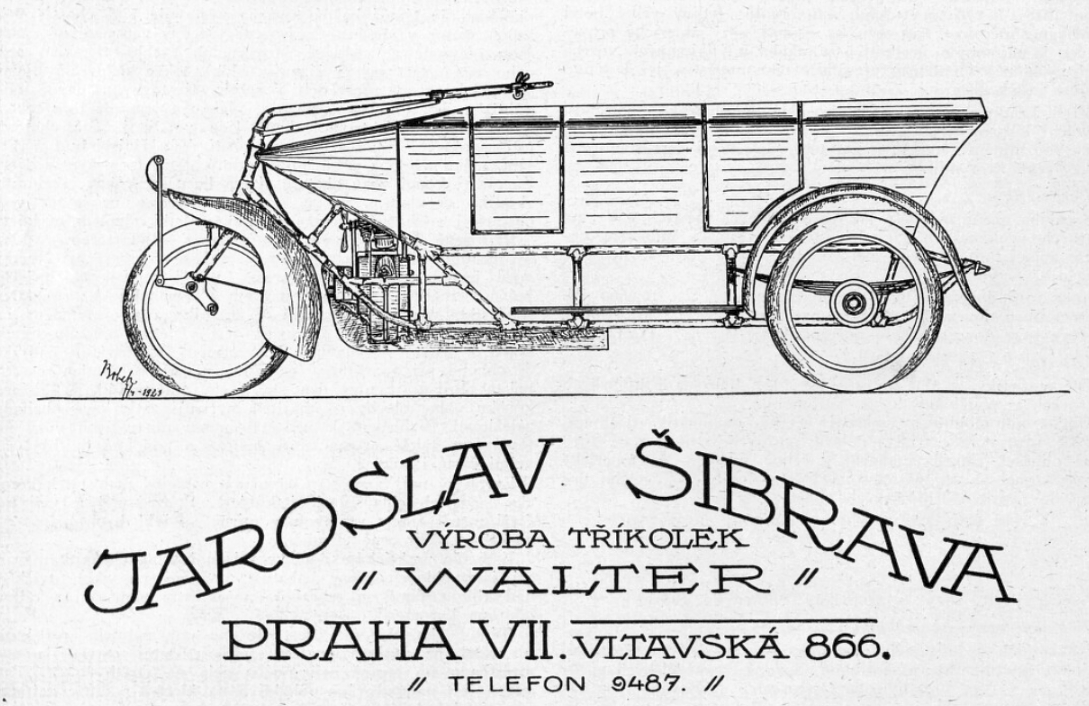
Trimobil Šibrava (licence Walter), inzerát v časopise Auto z roku 1921

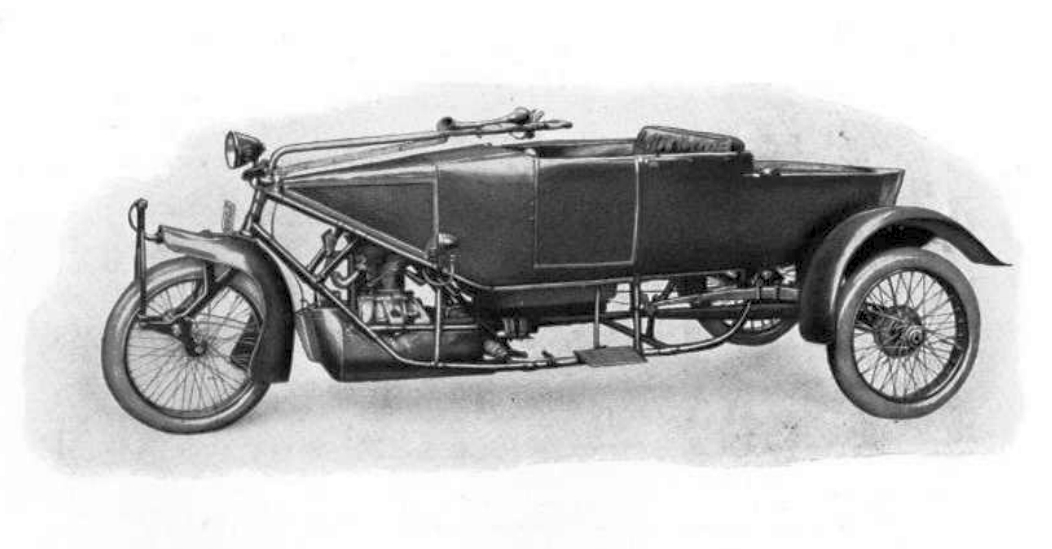
Trimobil Šibrava E 2 (1923)

## Popis
Typ Trimobil byl tříkolový, s jedním kolem vpředu a dvěma vzadu. Odpovídal dle licence tříkolovému vozu firmy Walter. Šibrava zachoval systém označování typů dle tříkolek Walter. Na Walter Typ D navázal Šibrava Typem E. Nová tříkolka Trimobil měla nově odpružené přední kolo a na prostorovém rámu z ocelových trubek byla karoserie ze dřeva a hliníkového plechu. Poháněna byla vzduchem chlazeným vidlicovým, dvouválcovým motorem do V o zdvihovém objemu 1022 cm³ (vrtání 85 mm, zdvih 90 mm) o výkonu 5,1 kW/7 k nebo 1248 cm³ (vrtání 85 mm, zdvih 110 mm) o výkonu 7,4 kW/10 k. Motor (rozvod IOE) s převodovkou tvořil jeden celek a byl uložen vpředu v trubkovém rámu. Převodová skříň byla dvourychlostní se zpátečkou, druhá rychlost byla v přímém záběru. Elektromagnetické zapalování bylo poháněno vačkovou hřídelí prostřednictvím spojky, která byla umístěna uvnitř řemenice větráku. Hřídele byly vyrobeny z chromniklové ocele a byly uloženy v bohatě dimenzovaných kuličkových ložiskách. Zadní, poháněná náprava byla vybavena diferenciálním soukolím s převodem konickými, kuželovými ozubenými koly. K přenosu síly motoru od převodovky k zadní nápravě byl využit kardanový hřídel, na obou koncích proti prachu a nečistotám zapouzdřený.

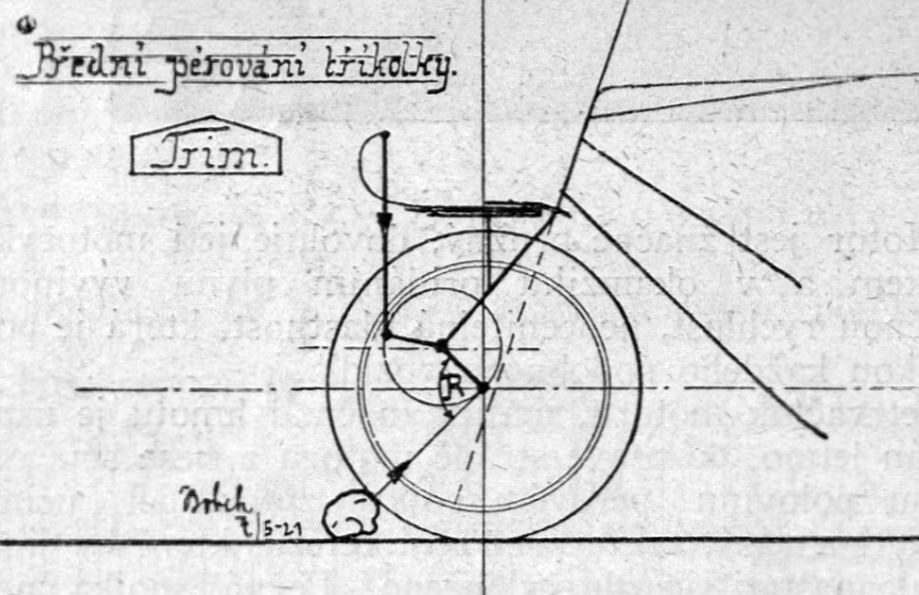
Trimobil Šibrava, pérování přední vidlice (1921)

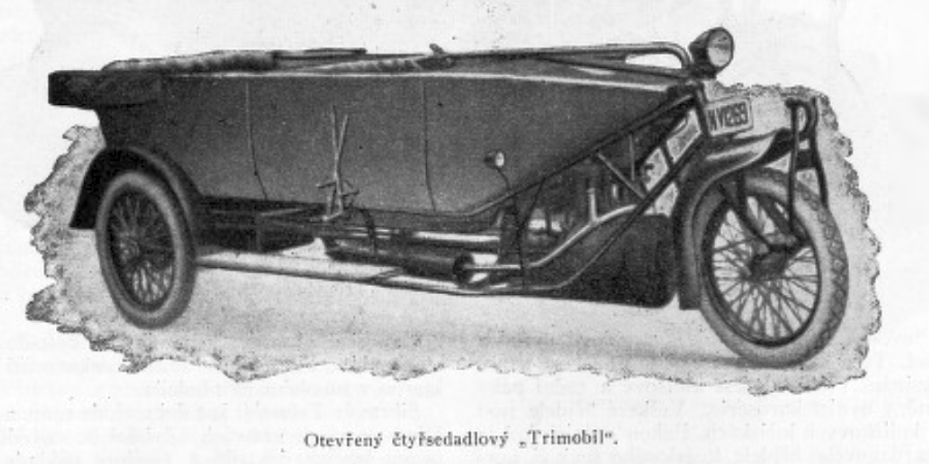
Trimobil Šibrava, čtyřmístný E 4 (1923)

Tříkolka byla brzděna čelisťovými brzdami, které se uváděly v činnost buď ruční anebo nožní pákou. Osa předního kola se otáčela v kuličkových ložiscích. Přední vidlice byla kovaná. Řízení tříkolky dlouhým řídítkem bylo dle licence zachováno. Rám stroje byl vzadu odpérován podélnými, listovými pery a vpředu pérováním vlastní konstrukce Šibrava. Jako novinku použil Šibrava oběžné olejové mazání motoru s použitím olejového čerpadla (původní tříkolka Walter měla ruční mazání pumpičkou). Olejové čerpadlo bylo ve spodní části motorového bloku.

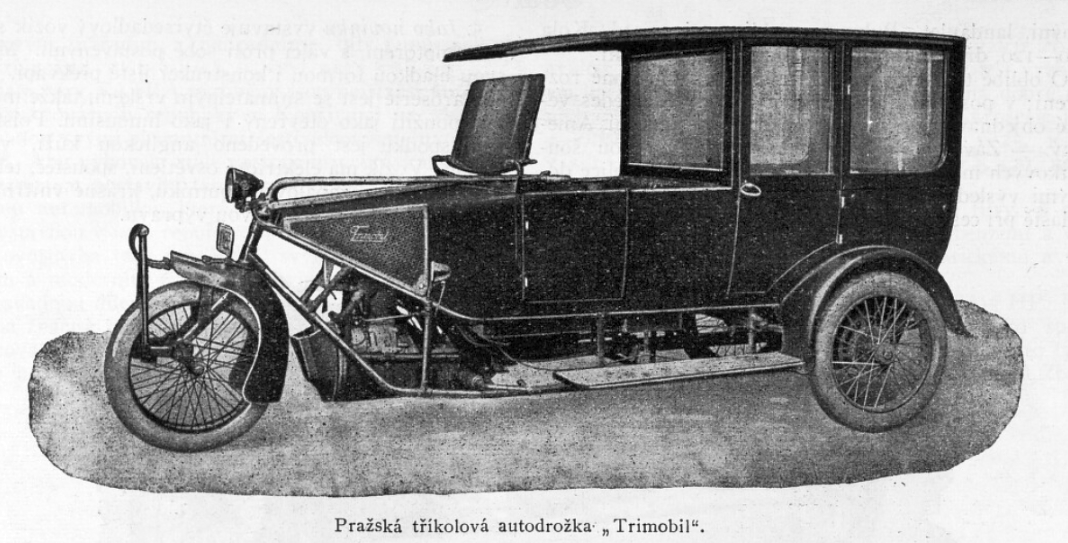
Trimobil Šibrava, autodrožka EK 4 (1923)

Později (1923) byl čtyřsedadlový Trimobil E 4 osazován novým, původním motorem typu boxer s výkonem 10,3 kW/14 koní, který byl představen na výstavě automobilů v Praze popř. starším motorem o výkonu 7,4 kW/10 k. Nový motor o vrtání 80 mm a zdvihu 110 mm měl zdvihový objem 1106 cm³. Modernizované stroje dostaly již tří rychlostní převodovku se zpětným chodem. Vrcholem nabídky byl čtyřmístný faeton s polštářováním anglickou kůží, elektrickým osvětlením a řízení volantem. Základní verze Trimobilů dosahovaly rychlosti až 70 km/h při průměrné spotřebě paliva 6–7 l/100 km a 0,75 kg oleje (nádrž na 35 l benzínu a na 6 l oleje). Vůz o rozvoru 2650 mm a rozchodu zadních kol 1200 mm standardně měřil na délku 3615 mm, na šířku 1434–1450 mm. Byl osazován pneumatikami o rozměru 710 × 90.
Dvoumístný vůz E2 měl výšku 1200 mm a byl o něco kratší (3500 mm), naopak E 4 se dvěma řadami sedadel byl o něco delší (3850 mm). Drožka EK 4 s délkou 3900 mm a s uzavřenou karoserií landaulet měla výšku 1700 mm a šířku 1450 mm. Vrchní část karoserie byla snímatelná, takže se vozidlo dalo používat jako otevřené i jako limousiny. Obě sedadla měla šířku 1000 mm.
Nákladní verze EN byla určena pro 2 osoby (se skládací americkou střechou) a až 400 kg nákladu. Valníková plocha byla po uvolnění 4 šroubů snímatelná a bylo možné ji nahradit osobní karoserií, dodávanou za příplatek. Tato verze si získala značnou oblibu u živnostníků a obchodníků vzhledem k levné a rychlé přepravě výrobků a zboží na trhy a do obchodů. Tento typ však dosahoval rychlosti do 45 km/h.
Vrcholem nabídky byla originelní dopravní a reklamní tříkolka typu ENS. Skříňová karoserie pro 2 osoby a až 400 kg nákladu vycházela z typu EN. Stroj měl délku 3900 mm, šířku 1450 a výšku 1700 mm. Ostatní rozměry: šířka sedadla, rozchod kol a rozvor byly stejné jako u typů EN a EK 4.

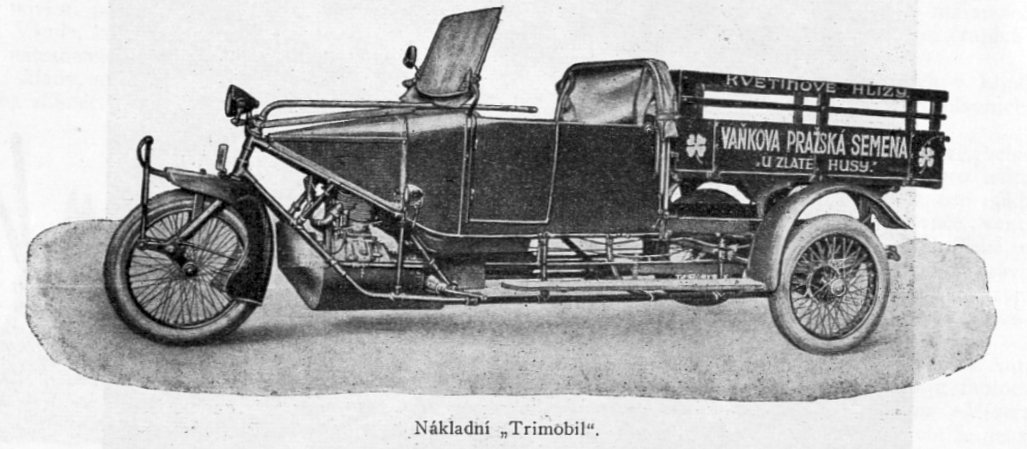
Trimobil Šibrava, nákladní EN (1923)

V nabídce byly varianty karoserie označené
- E 2 – otevřený, dvoumístný sportovní vůz se skládací (americkou) střechou
- E 4 – čtyřmístná verze se skládací střechou
- EK 4 – drožka (taxi-landaulet)
- EN – dvoumístný pick-up, valník s nosností až 400 kg a ložnou plochou 1,4 × 1,4 m
- ENS – dodávková tříkolka[2]

Jednalo se o nejlevnější tříkolový vůz na tehdejším trhu. Základní varianta v roce 1924 stála 24 000 korun. Čtyřmístný model E4 byl v roce 1925 nabízen za 25 500 Kč. Jediný dochovaný stroj typu ENS je vystaven v Muzeu motorismu ve Znojmě, popř. se účastní veteránských podniků jako např. jízdy do vrchu historických vozidel Brno-Soběšice (2018).

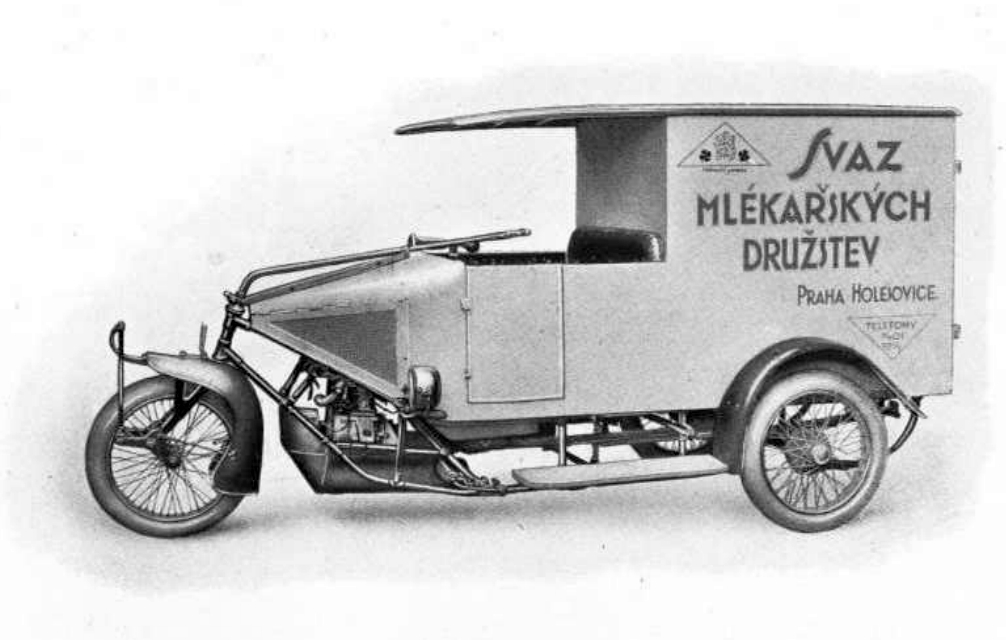
Trimobil Šibrava, nákladní ENS (1923)

## Sportovní úspěchy
Od roku 1922 se tříkolky Trimobil Jaroslava Šibravy zúčastňovaly závodu do vrchu Zbraslav–Jíloviště. V VI. ročníku konaném 30. dubna 1922 obsadil disponent firmy Karel Šibrava na Trimobilu (st. č. 34) 2. místo v kategorii D II – cyclecary do 1100 cm³, za což od pořadatele, kterým byl Autoklub Republiky Československé, obdržel stříbrnou medaili. V této kategorii zvítězil Friedrich (Fritz) Hückel na vlastním stroji Gnom. Druhý stroj typu Trimobil (st. č. 35), který řídil sám majitel firmy Jaroslav Šibrava, nebyl klasifikován, protože poblíž stoupání na Špýchar vrazil do stodoly a do cíle nedojel. V tomto případě se buď Šibrava dopustil chyby v přihlašování do kategorie, neboť standardní motor Trimobilu měl objem 1248 cm³. Zřejmě použil motor z tříkolky typu Walter C (1020 cm³) popř. prototyp nového motor o objemu válců 1106 cm³, který byl vyráběn sériově od roku 1923.
I v roce 1923 přihlásila firma Šibrava svoji tříkolku Trimobil do závodu Zbraslav–Jíloviště (29. dubna 1923). Se strojem startoval Karel Šibrava. Navíc byl přihlášen i soukromý jezdec Fritsch. V samotném závodě obsadil v kategorii cyclecarů do 1100 cm³ Karel Šibrava 2. místo za Arnoštem Dietzem na Salmsonu. Fristch nebyl uveden mezi klasifikovanými jezdci. Na podzim (7. října) se jel klubovní závod do Andělských schodů, uspořádaný Klubem cyklistů a automobilistů Praha 1883 na státní silnici Praha–Dobříš mezi Voznicí (358 m n. m.) a cílem 467 m n. m. nedaleko Kytína u Mníšku pod Brdy. V kategorii tříkolek na postarších strojích Walter zvítězil ing. Tobek před Rabasem, třetí skončil na Trimobilu Šibrava jezdec Prokop.
Pro VIII. ročník závodu Zbraslav–Jíloviště (20. dubna 1924) přihlásila firma dva automobily typu 4/14 HP, ale ve vlastním závodě se ani jeden vůz neobjevil. V kategorii cestovních automobilů do 1 l zvítězil Veřmiřovský na Tatře. Stejně dopadla i přihláška na I. ročník národního závodu velomotorů, motocyklů, sidecarů a cyclecarů do vrchu Knovíz–Volšany (dnes Olšany), který se konal 11. května 1924 za pořadatelství čilého Motoklubu Slaný. Přihlášený Šibrava na Trimobilu Šibrava se na startu neobjevil. Poslední účast zaznamenaly stroje Šibrava na II. ročníku závodu do vrchu Buda–Vyžlovka na 1 km s pevným startem, který se uskutečnil 17. května 1925. Soukromí jezdci J. Macháček a J. Hájek obsadili v kategorii cyclecarů do 1100 ccm 5. a 6. místo. V této kategorii startovalo 6 trojkolek.